# Пожаране
 Тази статия е за селото в Северна Македония.  За селото в Косово вижте Пожаране (Косово).  
Пожаране или Пожарани (на македонска литературна норма: Пожаране; на албански: Pozharani) е село в Северна Македония, в община Врабчище.

## География
Селото е разположено северно от Гостивар в източното подножие на планината Шар, масива Враца. Намира се на петнадесет километра от Гостивар и на около 20 от Тетово. Към селото води асфалтов път. От източната си селото граничи със селата: Галате и Врабчище, на запад с Прошовце, от южната му страна с Ново село, а на север с Калище и Ломница.

## История
В края на ΧΙΧ век Пожаране е българо-албанско село в Гостиварска нахия на Тетовска каза на Османската империя. Според статистиката на Васил Кънчов („Македония. Етнография и статистика“) в 1900 година Пожарени има 720 жители българи християни и 110 арнаути мохамедани.
Християнското население на селото е разделено в конфесионално отношение. Според патриаршеския митрополит Фирмилиан в 1902 година в селото има 80 сръбски патриаршистки къщи. Според секретаря на Българската екзархия Димитър Мишев („La Macédoine et sa Population Chrétienne“) в 1905 година в Пожарани има 256 българи екзархисти и 440 българи патриаршисти сърбомани и в селото работят българско и сръбско училище.
В селото съществува българско първоначално смесено училище. През учебната 1899/1900 година българското училище се посещава от общо 39 ученици, от които 10 ученички и 29 ученици с 1 учител.
В 1902 година е построена църквичката „Свети Илия“, а в 1912 година голямата гробищна „Свети Никола“.
В 1913 година селото попада в Сърбия. Според Афанасий Селишчев в 1929 година Пожаране е център на община от 4 села в Горноположкия срез и има 116 къщи с 633 жители българи и албанци.
Според преброяването от 2002 година селото има 26 жители.
Според преброяването от 2021 година селото има 28 жители от който 20 македонци, 7 албанци 1 без податок. 
| Националност | Всичко |
| македонци    | 22     |
| албанци      | 4      |
| турци        | 0      |
| роми         | 0      |
| власи        | 0      |
| сърби        | 0      |
| бошняци      | 0      |
| други        | 0      |

Селото е известно с народната песен за красивата Благуна „Благуно дейче“.
В 2015 година в местността Климентия е възобновен храмът „Свети Климент Охридски“. През септември 2023 година е осветен от страна на владиката Йосиф Тетовско-Гостиварски. 

## Личности
Родени в Пожаране
- Благуня Бошнякоска (1889 - 1956), възпята в народната песен „Благуно дейче"
- Васил Пандиловски, югославски политик
- Гаврил Атанасов, български опълченец, ІІI опълченска дружина, умрял преди 1918 г.[8]
- Георги Атанасов, български опълченец, ІІI опълченска дружина, умрял преди 1918 г.[8]

- Захарий Петрович (1863 - 1936), сръбски свещеник прота, национален деец на Сръбска пропаганда в Македония

- Марко Петров (1887 - ?), югославски политик
- Тремче Пандиловски (1880 - ?) , български революционер, деец на ВМОРО

## Галерия
- Изглед към Долно Маало
- Изглед от махалата Бучковци
- Стадионът в селото
- Входът на метеорологичната станция в Пожаране